# アメリカン・アイドル (シーズン2)
『アメリカン・アイドル』シーズン2は、2003年1月21日から5月21日まで、アメリカ・FOXで放送された。優勝者は、ルーベン・スタッダード。準優勝はクレイ・エイケン。
審査員は昨シーズンに引き続き、サイモン・コーウェル、ポーラ・アブドゥル、ランディ・ジャクソンの3人。シーズン2からブライアン・ダンクルマンが司会からが外れ、ライアン・シークレスト一人の進行に変わった。
シーズン2のシーズン・フィナーレの視聴率は、アメリカン・アイドルが放送した5シーズン中最高視聴率を誇り、いまだ破られていない。日本では未放送。

## オーディション
地方予選は2003年秋に、下記の7都市で行われた。
- ニューヨーク
- ロサンゼルス
- マイアミ
- デトロイト
- アトランタ
- ナッシュビル
- オースティン

## ファイナリスト

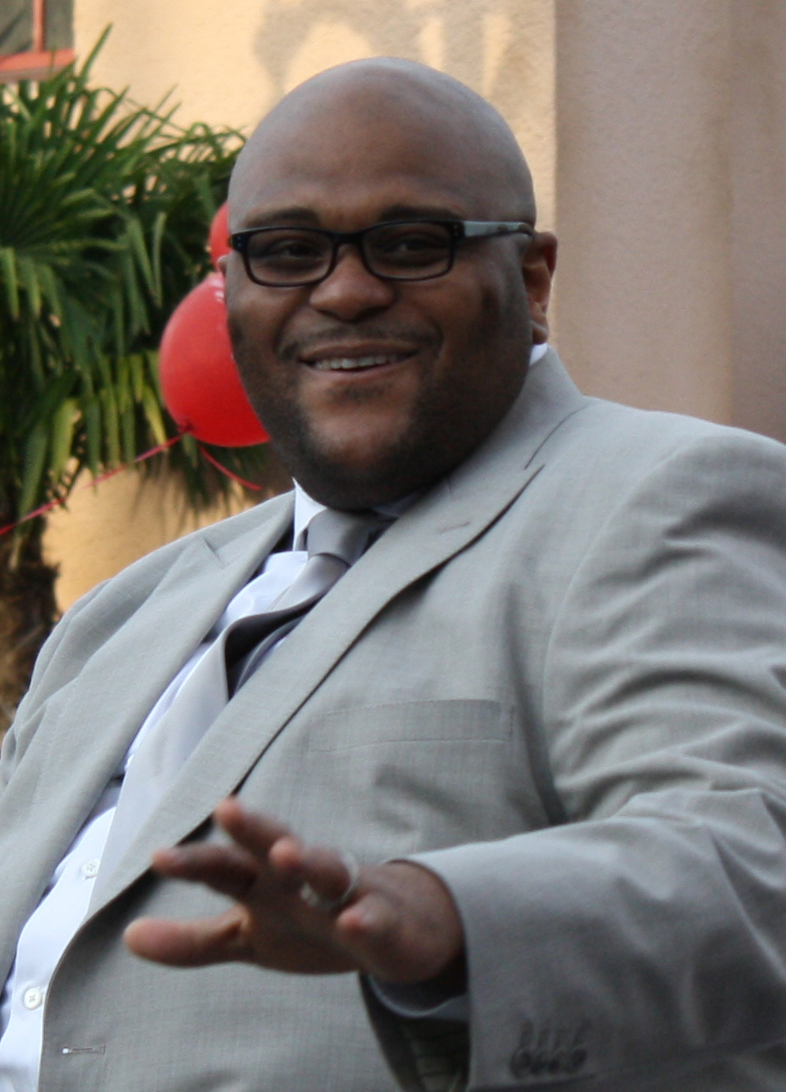
アメリカン・アイドル (シーズン2)に優勝したルーベン・スタッダード

- 優勝：ルーベン・スタッダード (Ruben Studdard)。アラバマ州出身。セミファイナルの当初から、個性、歌唱力ともに審査員から抜群の高評価を得る。TOP11のパフォーマンスの時、ゲスト審査員だったグラディス・ナイトに「あなたは世界のベルベット・テディ・ベアよ。」と評され、以降その愛称が定着する。また、故郷バーミングハムのエリア・コードである「205」のTシャツを着るなどし、トレードマークとしていた。
- Top2：クレイ・エイケン (Clay Aiken)。ノースカロライナ州出身。シャーロットオーディションで落選。しかしアトランタオーディションに再挑戦し、「君はポップスターには見えない。」とサイモン・コーウェルに評されるも、「だが声はいい。」として、ハリウッドへ通過。ファイナル32まで残る。しかしセミファイナルのグループ審査で、のちにTop3として残る、ルーベン・スタッダードとキンバリー・ロックに敗れ、落選。しかしワイルド・カードの一人として再び呼び戻され、視聴者投票で一位を獲得し、ファイナリスト入りした。結局そのままシーズン・ファイナルまで駆け上がる。という紆余曲折の経緯を持つ。しかしその飾らない人柄と甘いルックスで爆発的な人気を得、番組終了後は、CD売り上げ、知名度共に、頭一つ飛びぬける結果となった。のちに自身がゲイであることを告白した。
- Top3：キンバリー・ロック (Kimberley Locke)。テネシー出身。アフリカ系アメリカ人の父親と、ヨーロッパ人の母親を持つ。歌は教会で歌っていた。「あなたは指導者の域」と審査員に評される安定した歌唱力と豊かな声量を持つ。グループ2審査の際、サイモン・コーウェルに、「ルーベンの人間性は10点だが、（中略）･･･君は、4点半かな？」と歌が上手くても個性が無ければ通過は難しいことを揶揄され、「あなたの人間性はゼロよ。」「あなたのことセクシーだと思っていたけど、あなたはクソね。」と明るく応酬し、個性を発揮した。強面で知られるサイモンに女の子が負けずに噛み付いたことで他の審査員は大喜びし、番組を大いに盛り上げた。そのサバサバした性格とお姉さん的な落ち着いた知性で人気を呼んだ。
- Top4：ジョシュ・グレイソン (Joshua Gracin)。ミシガン州出身。海兵隊員。
- Top5：トレニース (Trenyce)。テネシー州出身。
- Top6：カルメン・ラズムーセン (Carmen Rasmusen)。ユタ州出身。当時17歳で高校生だった。
- Top7：キンバリー・コードウェル (Kimberly Caldwell)。テキサス州出身。
- Top8：リッキー・スミス (Rickey Smith)。テキサス州出身。
- Top9：コーリー・クラーク (Corey Clark)。テネシー州出身。
- Top10：ジュリア・デマト (Julia DeMato)。コネチカット州出身。
- Top11：チャールズ・グレグスビー (Charles Grigsby)。オハイオ州出身。
- Top12：ヴァネッサ・オリヴェラ (Vanessa Olivarez)。ジョージア州出身。髪を真っ赤に染めた個性的なファッションの女の子。『アメリカン・アイドル』の後、ミュージカル『ヘアスプレー』に出演。